# ملیکای کالیفرنیا
ملیکای کالیفرنیا (نام علمی: Melica californica) نام یک گونه از سرده ملیکا است.